# 名原広三郎
名原 広三郎（なはら ひろさぶろう、1884年 - 1968年）は、日本の英文学者。
島根県生まれ。東京帝国大学英文科卒。法政大学教授を務め、森田草平のもとで岩波文庫『ユリシーズ』の翻訳を行った。

## 翻訳
- 『米国発達史概説』（マックス・フアランド、文化生活研究会） 1926
- 『二都物語』（デイツケンス、改造社、世界大衆文学全集42） 1930
- 『ユリシーズ』（ジェイムズ・ジョイス、森田草平・竜口直太郎・小野健人・安藤一郎・村山英太郎共訳、岩波文庫） 1932 - 1935
- 『若き日の芸術家の自画像』（ヂェイムズ・ヂョイス、岩波文庫）1937
- 『アメリカ国家論』上巻 （ヂェイムズ・ブライス、橘書店） 1944
- 『アメリカ発展史』（ファランド、高木八尺共訳、岩波新書） 1949
- 『ユリシーズ』（ジェームズ・ジョイス、藤田栄・村山英太郎共訳、三笠書房） 1952
- 『二羽の青い鳥』（D・H・ロレンス、三笠新書） 1955
- 『ユリシーズ』第1（ジョイス、藤田・村山共訳、岩波文庫） 1958

## 教科書
- 『Glimpses of modern thought』（開隆堂書店） 1928.9
- 『高等英作文新講. A』（竹沢啓一郎共著、開隆堂書店） 1936
- 『ネィチュア・マン・ソサィエティ』（開隆堂書店） 1939.4
- 『高等英作文新講 D 』（平井豊一共著、開隆堂書店） 1940
- 『肉体を盗まれた話』（Herbert George Wells、南雲堂、南雲堂=英和対訳学生文庫） 1981.1

## 参考
- 『昭和初年の「ユリシーズ」』（川口喬一、みすず書房）
- 文藝年鑑